# Мариана Митева
Мариана Йонова Митева е българска химичка, професор в Софийския университет.

## Биография
Родена е на 23 август 1945 г. През 1969 г. завършва химия в Химическия факултет на Софийския университет „Св. Климент Охридски“. от 1987 г. е доцент, а през 2001 г. е избрана за професор по аналитична химия в катедра „Аналитична химия“. Преподавател е в областта на координационната, аналитичната и бионеорганичната химия. В периода 1997 – 1999 г. е заместник-декан на Химическия факултет и дългогодишен главен редактор на Годишника на Химическия факултет на Софийския университет. Създател на Учебно-научната лаборатория „Биокоординационна и биоаналитична химия“ (2006 г.). Чете лекции и води семинари и упражнения в курсовете по „Аналитична химия“. Тя първа въвежда в България съвременните учебни дисциплини по „Бионеорганична химия“, „Биокоординационна химия“, „Комплексни съединения в медицината“ и „Макроциклични съединения“.
Тя е Хумболтов стипендиант в Университета в Хамбург, гост-преподавател или гостуващ изследовател в Университетите в Мюнхен, Хамбург, Саарбрюкен и Бохум в Германия, Университет-Комплутенце в Мадрид, Испания.
Автор е на повече от 200 научни публикации в областта на химията, публикувани в реномирани международни научни списания (над 80%), съавтор е на две учебни пособия за студенти, и нейните трудове са цитирани над 1000 пъти в научната литература. Научен ръководител е на повече от 50 дипломанти и на 13 докторанти.
Научните ѝ интереси са в областта на химията и фотохимията на координационни съединения, биокоординационната и биоаналитичната химия. Нейната дисертация за научната степен „доктор на химическите науки“ по специалността „Аналитична химия“ е на тема: „Стабилизиране на междинните окислителни състояния на хром(V) и платина(III). Роля и участие на разтворителя“. В областта на координационната химия изучава разнообразни комплексообразувателни процеси с участието на макроциклични лиганди, коронни етери, индандиони, хидантоини, каликсарени и др., а в областта на бионеорганичната и биоаналитичната химия попадат изследванията ѝ върху йонофорни антибиотици, токсини и жизненоважни биомолекули (креатинин, креатин, билирубин).
Член е на Специализирания научен съвет по Неорганична и аналитична химия към Висшата атестационна комисия, председател на Постоянната комисия по природни науки и математика към Националната агенция за оценяване и акредитация към Министерския съвет. Член е на Съюза на учените в България и на Хумболтовия съюз, на чиято „Секция Химически науки“ е била председател.
Умира на 7 февруари 2019 г. в София.